# Haeseler (Adelsgeschlecht)
Haeseler ist der Name eines ursprünglich aus Goslar stammenden Briefadelsgeschlechts.
Dieses ist nicht verwandt mit dem thüringischen Uradelsgeschlecht Heßler. 

## Geschichte

### Von Haeseler 1733
Die Stammreihe des Geschlechts beginnt mit dem aus Goslar stammenden Bäcker Hans Haeseler, der seit 1621 Bürger und Kaufmann in der Altenwiek zu Braunschweig wurde. Seine Nachfahren haben mehrere Standeshebungen erfahren. So erhielten der preußische Regierungsrat August von Haeseler (1693–1769) und dessen Bruder, der preußische Geheimrat Gottlieb von Haeseler (1701–1752) am 31. März 1733 den preußischer Adel. Beide wurden zudem am 10. Januar 1742 in Dresden in den Reichsritterstand aufgenommen. Wilhelmine von Ende, geb. von Haeseler (1783–1856) war die Stifterin der „von-Haeseler-von-Ende-Stiftung“, die u. a. dem Nutzen von Nachfahren ihres Vaters Friedrich August von Haeseler (1779–1854) und ihres Schwiegervaters Carl Bernhard von Ende (1741–1807) diente. Die Stellung des Kollators der Stiftung, der allein über die Vergabe von Stipendien entscheidet, vererbt sich in Primogenitur in der Familie von Haeseler. Mit der Begüterung von Schloss Klosterhäseler im gleichnamigen Ort im heutigen Sachsen-Anhalt gelegen entwickelte sich seit Mitte des 18. Jahrhunderts ein bedeutender Familienstammsitz. Letzter Eigentümer dieses vormaligen Familienfideikommiss war der Rittmeister August von Haeseler, in dessen Zeit der Besitz zum Allodialgut bestimmt wurde.

### Grafen Haeseler 1790
August Ferdinand (Graf) von Haeseler (1761–1838), preußischer Leutnant beim Regiment Gensdarmes und Subsensor des Stifts Unser Lieben Frauen in Magdeburg, erfuhr am 9. November 1790 die Hebung in den preußischen Grafenstand. Aus seiner Ehe mit Gräfin Johanna Auguste von Einsiedel (1783–1864) stammt Alexis Graf von Haeseler, liiert mit Albertine von Schönermarck (1812–1867), ihr Sohn wiederum ist der GFM Gottlieb von Haeseler, der unverheiratet blieb. Auch sein Bruder Georg Graf von Haeseler-Harnekop blieb unvermählt und starb in den USA. Durch den später ausgehenden Mannesstamm kam es 1849 mit der Heirat seiner Enkeltochter Helene Gräfin von Haeseler (1829–1892) mit Botho von Hülsen (1815–1886) zur Namensvereinigung Hülsen-Haeseler. Beider Sohn Georg von Hülsen-Haeseler wurde am 27. Januar 1909 in den preußischen Grafenstand erhoben, geknüpft an das von „Haeselersche Geldfideikomiss“. Die natürlichen Söhne des obenstehenden August Ferdinand Graf von Haeseler (1761–1838) mit Sophie Friederike Krüger, Curt (1786–1885), Leutnant im Garde-Husaren-Regiment, Philipp (1789–1866), Rittmeister im 8. Ulanen-Regiment und Leopold Haeseler (1791–1830), Leutnant im Zieten-Husaren-Regiment, erhielten am 12. August 1819 eine preußische Adelslegitimierung. Auch diese Familie ist erloschen.

### Von Haeseler 1801

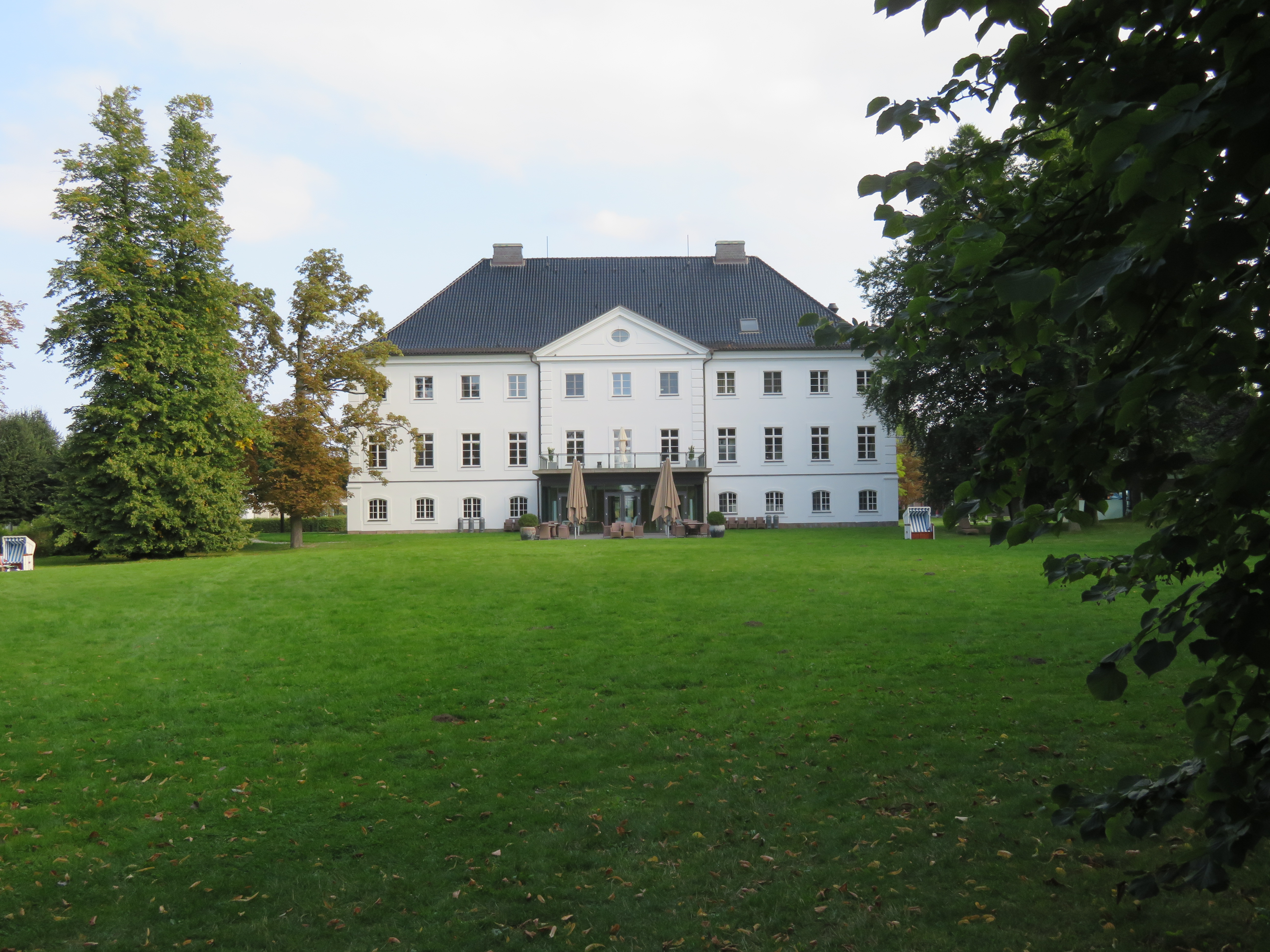
Gut Groß Schwansee. 2021.

Der sächsische Geheimrat und Erbherr auf Groß und Klein Schwansee, Gottlieb Haeseler (1756–1813), wurde am 1. Oktober 1801 in Wien in Reichsadelsstand erhoben. Die Nobilitierung wurde am 8. Dezember 1801 in Mecklenburg-Schwerin anerkannt. Seine Familie wurde 1841 in den mecklenburgischen Adel rezipiert. Erneuerung der Anerkennung 1902 für Willy von Haeseler (1841–1927), auf Vilz bei Tessin. Im Einschreibebuch des Klosters Dobbertin wurde die Enkelin des vorgenannten, Dorothea Elisabeth Anna Clara Cecilie von Haeseler (1903–1930) als Tochter des Herrn Leutnant im 1. Mecklenburgischen Dragoner Regiment Nr. 17 Carl von Haeseler (1874–1939) in Ludwigslust a. d. H. Vilz am 20. Februar 1903 unter der Nr. 1952 zur Aufnahme in das dortige adlige Frauenstift eingeschrieben.

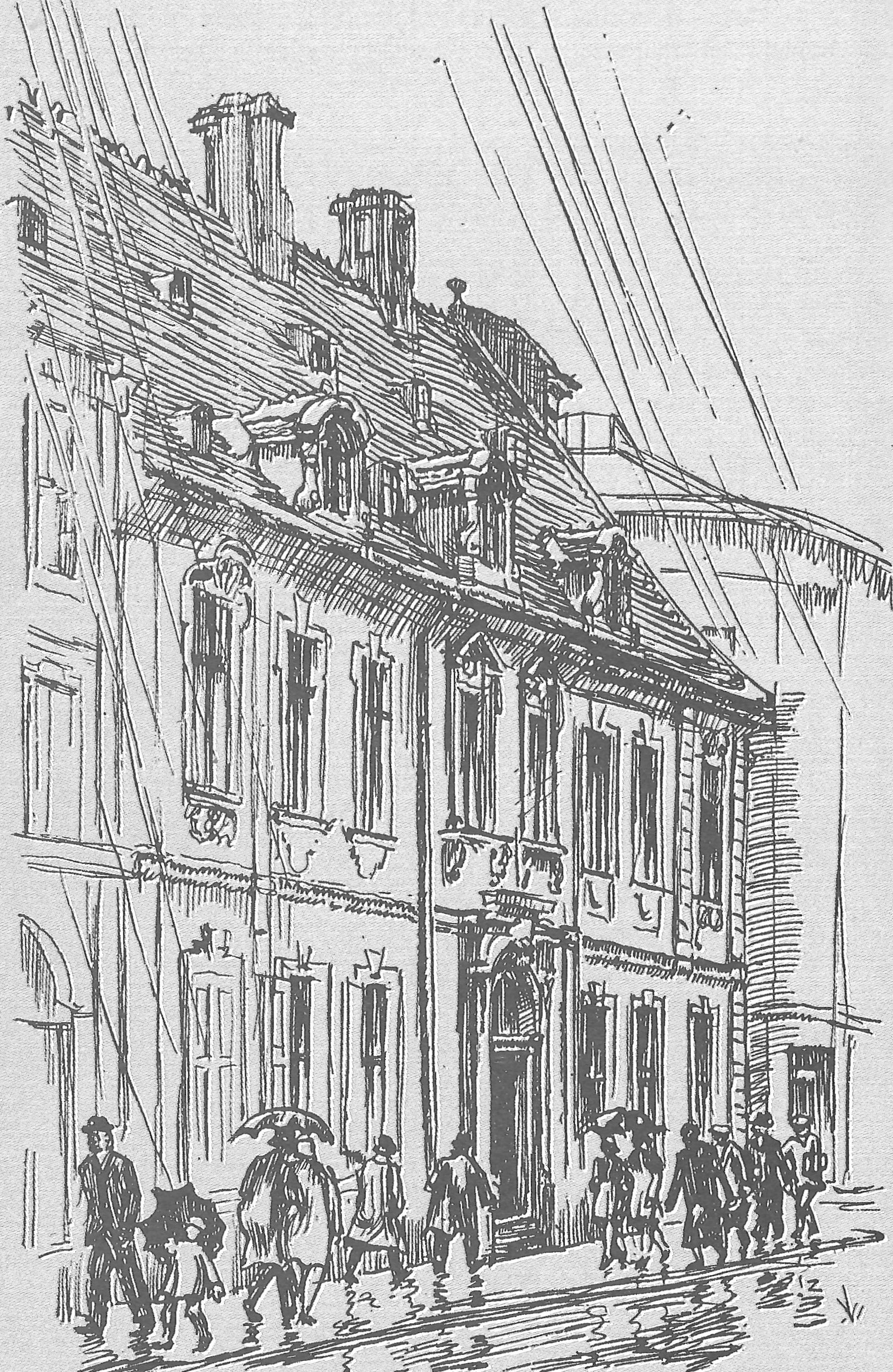
Wilhelm Giese: Das Haus Zum freundlichen Gesicht (1930), Magdeburg
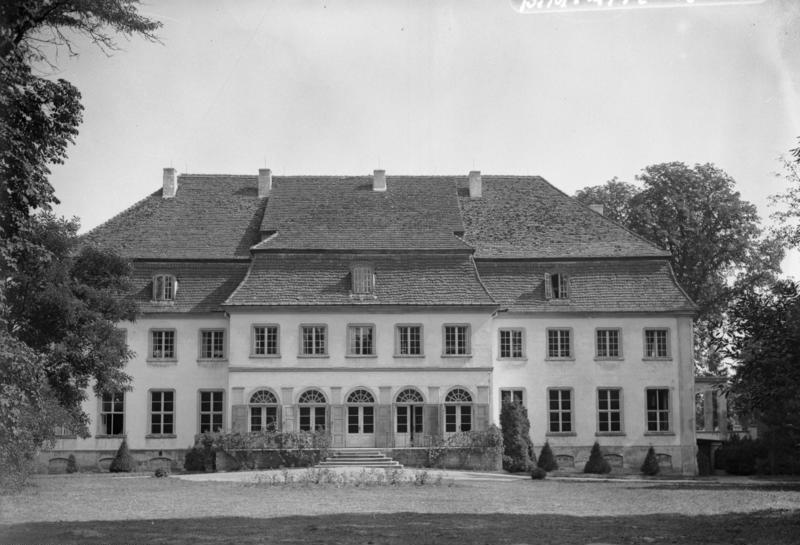
Schloss Harnekop (1932)

## Angehörige

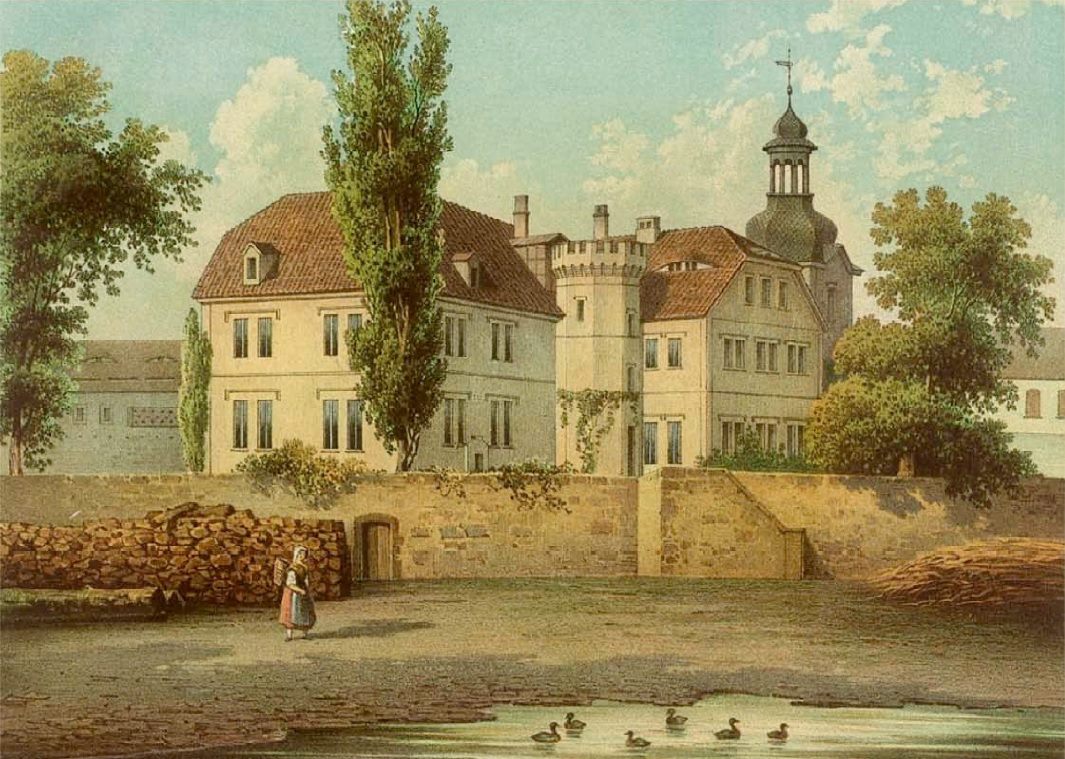
Kloster Häseler, um 1866/67. Sammlung Alexander Duncker.

- August von Haeseler (1693–1769), preußischer Regierungsrat
- Gottlieb von Haeseler (1701–1752), Unternehmer und Regierungsrat
- Friedrich August von Haeseler (1729–1796), sächsischer Hofbeamter und Forstmeister
- Karoline Friederike von Berg, geb. von Haeseler (1760–1826), Hofdame und Salonnière
- Friedrich August von Haeseler (1779–1854), preußischer Rittmeister, Politiker
- Eduard Hermann Scipio von Haeseler (1799–1879), Kammerherr, Vize-Ober-Schloßhauptmann, Hauptritterschaftsdirektor am Kur- und Neumärkisches Ritterschaftliches Kreditinstitut,[12] auf Blankenfelde
- Alexis von Haeseler (1801–1889), preußischer Major und Landrat
- Bertha Eleonore Klara Mathilde Gräfin von Haeseler-Groß-Leuthen (1811–1910), geschiedene Gräfin von Keyserlingk,[13] Malerin
- Friedrich Joseph August von Haeseler (1812–1889), Abgeordneter des Landtages der preußischen Provinz Sachsen
- Helene von Hülsen, geb. Gräfin von Haeseler (1829–1892), Schriftstellerin und Salonnière, Stammmutter der Grafen Hülsen-Haeseler
- Gottlieb von Haeseler (1836–1919), preußischer Generalfeldmarschall
- Willy von Haeseler (1841–1927), Generalleutnant, Kommendator des Johanniterordens
- Richard von Haeseler (1849–1913), Ober-Kammerherr beim Herzog Alfred Sachsen-Coburg und Gotha, kgl. preuß. Oberleutnant,[14] Eintritt 1891[15] und später Rechtsritter des Johanniterordens
- Arndt von Haeseler (* 1959), Mathematiker

Karoline Friederike von Berg, geb. von Haeseler (1760–1826)
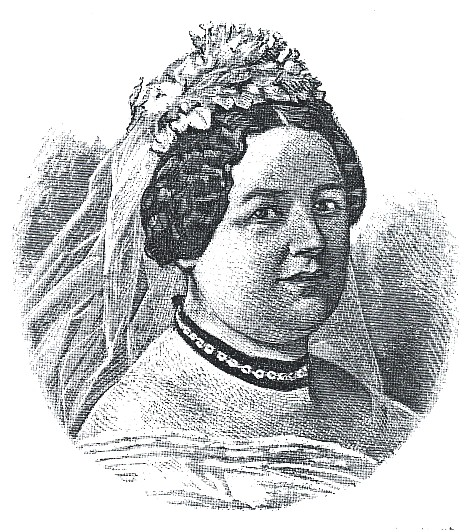
Helene von Hülsen, geb. Gräfin von Haeseler (1829–1892)
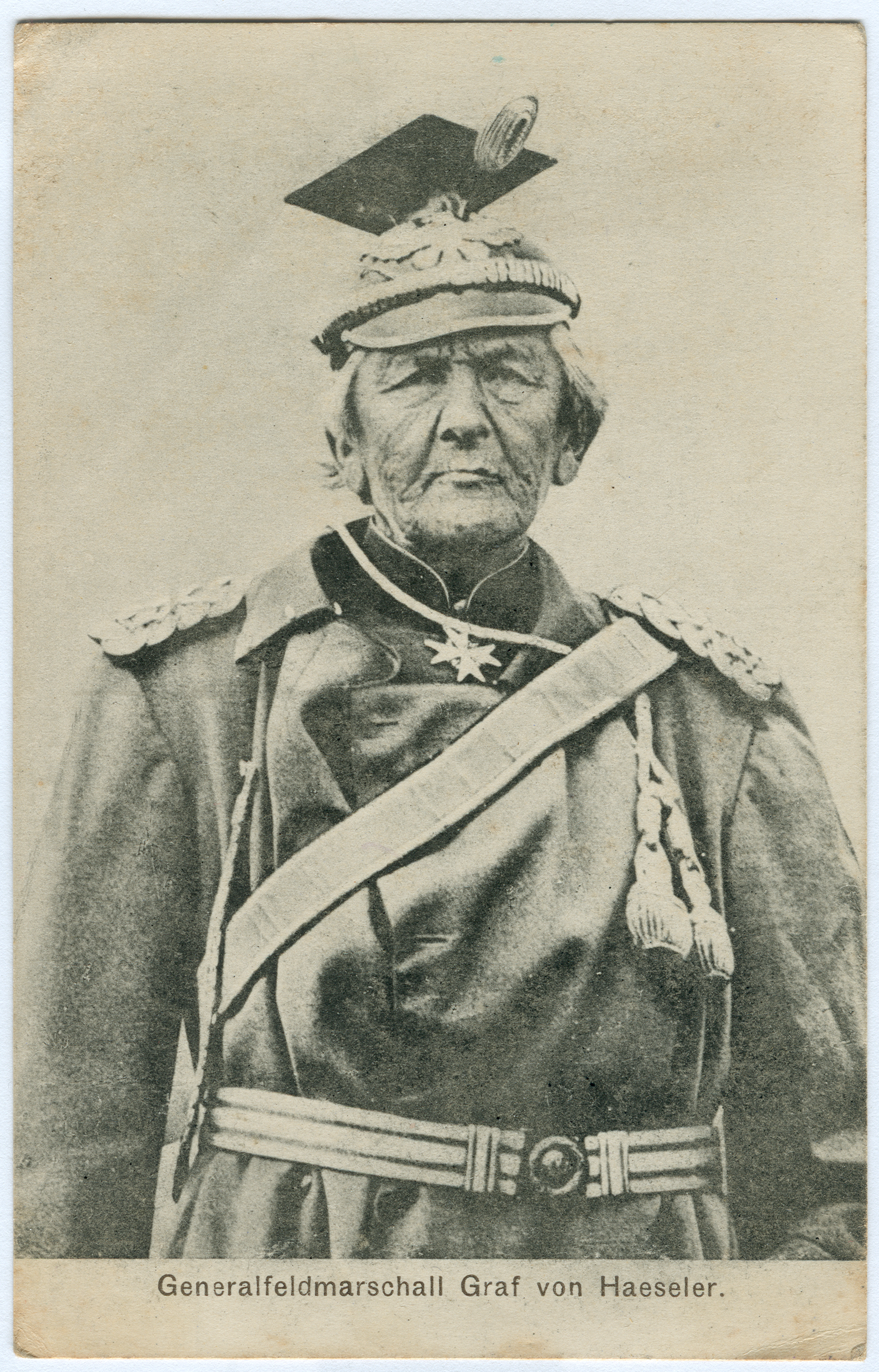
Gottlieb von Haeseler (1836–1919)

## Wappen
Blasonierungen der Wappen
- Wappen von 1733: Geviert: 1 in Silber ein gold-bewehrter, schwarzer Adlerkopf samt Hals, 2 in Gold eine schrägrechts liegende silbern-gefranste blaue Fahne mit silbernem Medaillon, darin ein schwarzer Adler, 3 wie 2, jedoch die Fahne rechts, 4 in Silber ein von Gold und Rot gevierter linker Adlerflügel. Auf dem Helm mit rechts schwarz-silbernen, links rot-goldenen Decken ein offener, rechts von Silber u. Schwarz, links von Gold u. Rot geviertem Flug.
- Wappen von 1742: Geviert: 1 in Gold ein gold-bewehrter, schwarzer Adlerkopf samt Hals, 2 in Silber eine schrägliegende rote Fahne mit gold-bewehrtem schwarzen Doppeladler, 3 wie 2, jedoch die Fahne blau, 4 in Gold ein schwarzer linker Adlerflügel. Auf dem Helm mit rechts schwarz-silbernen, links rot-goldenen Decken ein offener, rechts von Silber und Schwarz, links von Gold u. Rot gevierter Flug.
- Wappen von 1790: Geviert und belegt mit gold-gerandetem silbernen Herzschild, darin der gekrönter schwarzer (preußischer) Adler, 1 in Gold ein mit den Sachsen einwärts-gekehrter schwarzer Adlerflügel, 2 u. 3 in Silber eine gold-gefranste blaue Standarte mit dem preußischen Adler, in 2 an schräglinkem, in 3 an schrägrechtem goldenen Lanzenschaft, 4 in Gold das rot-gerandete, gekrönte silberne Stiftskreuz „Unserer lieben Frauen“ zu Halberstadt, belegt mit einem Medaillon, darin der preußische Adler. Drei Helme, auf dem rechten u. linken mit schwarz-goldenen Decken je ein schwarzer Adlerflügel, auf dem mittleren mit schwarz-silbernen Decken Kopf samt Hals eines königlich gekrönten gold-bewehrten schwarzen Adlers. Schildhalter: 2 einwärts-sehende wilde Männer, mit der Rechten bzw. Linken sich auf eine Keule stützend; hermelingefütterter, gold-gefranster roter Wappenmantel.
- Wappen von 1801 (Mecklenburg): Unter blauem Schildhaupt in Gold auf grünem Boden schreitend ein schwarzer Widder. Auf dem Helm mit blau–silbernen Decken zwei von Silber und Blau übereck-geteilte Büffelhörner.

Historischer Wappenbilder

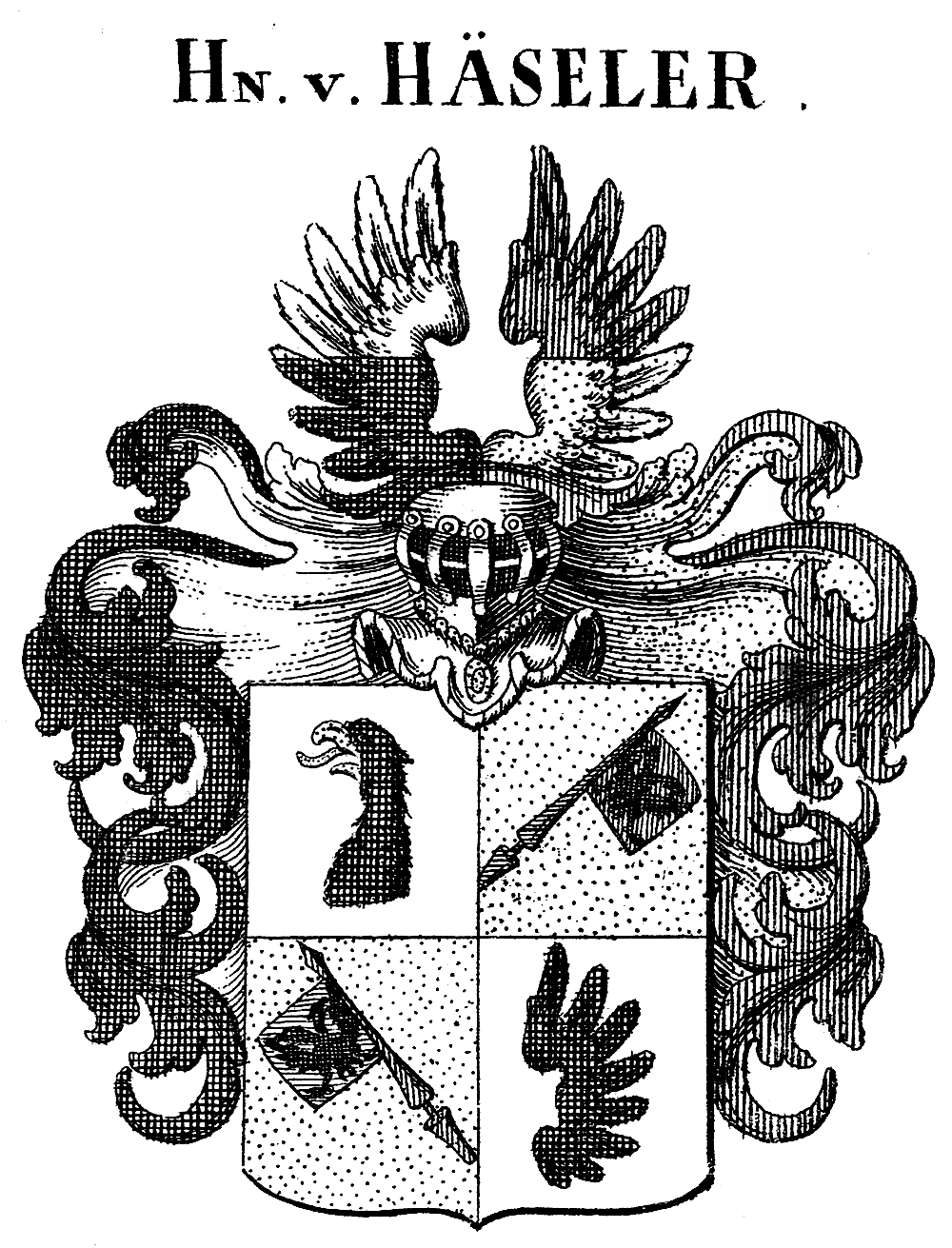
Wappen von 1742
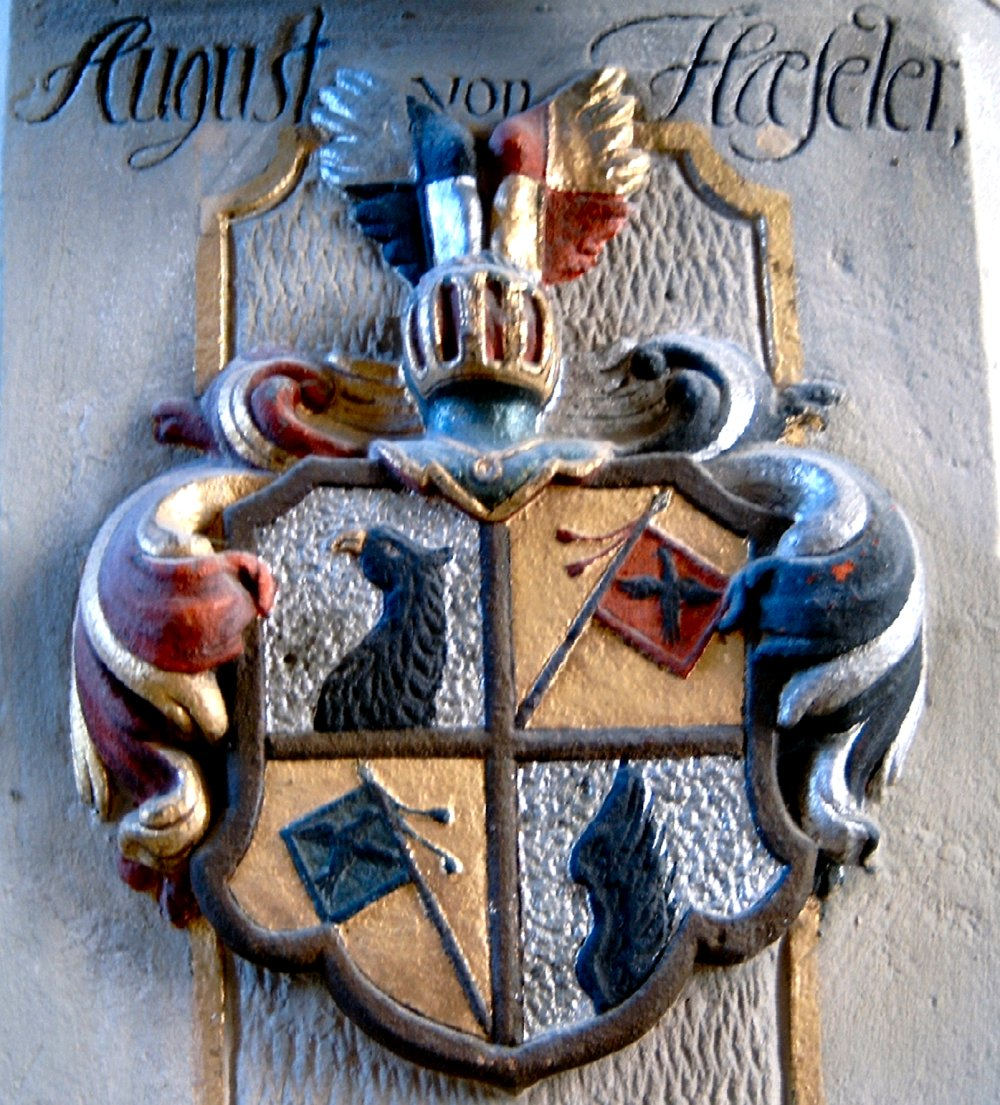
Wappen von August von Haeseler (1766), Dorfkirche Klosterhäseler
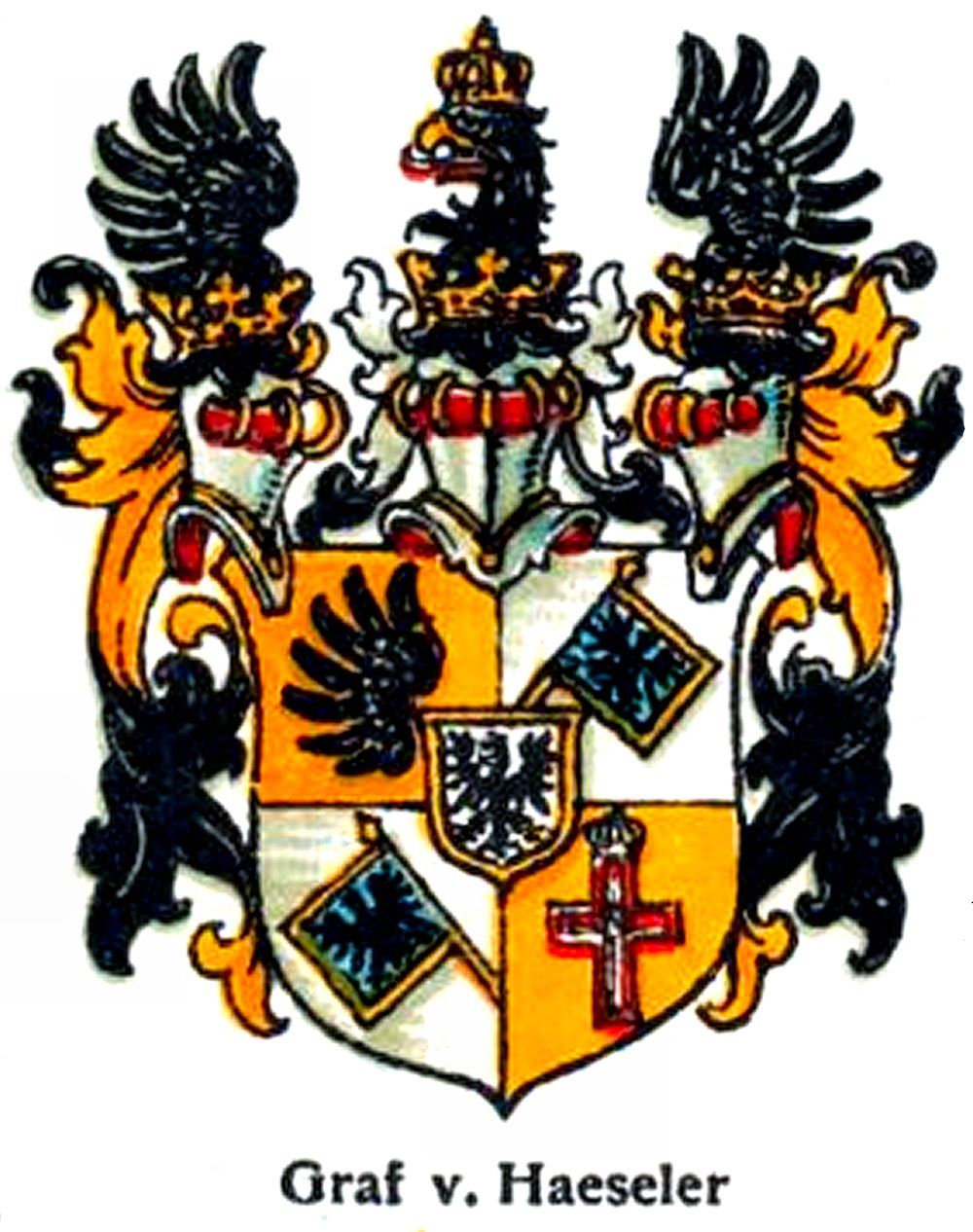
Gräfliches Wappen von 1790
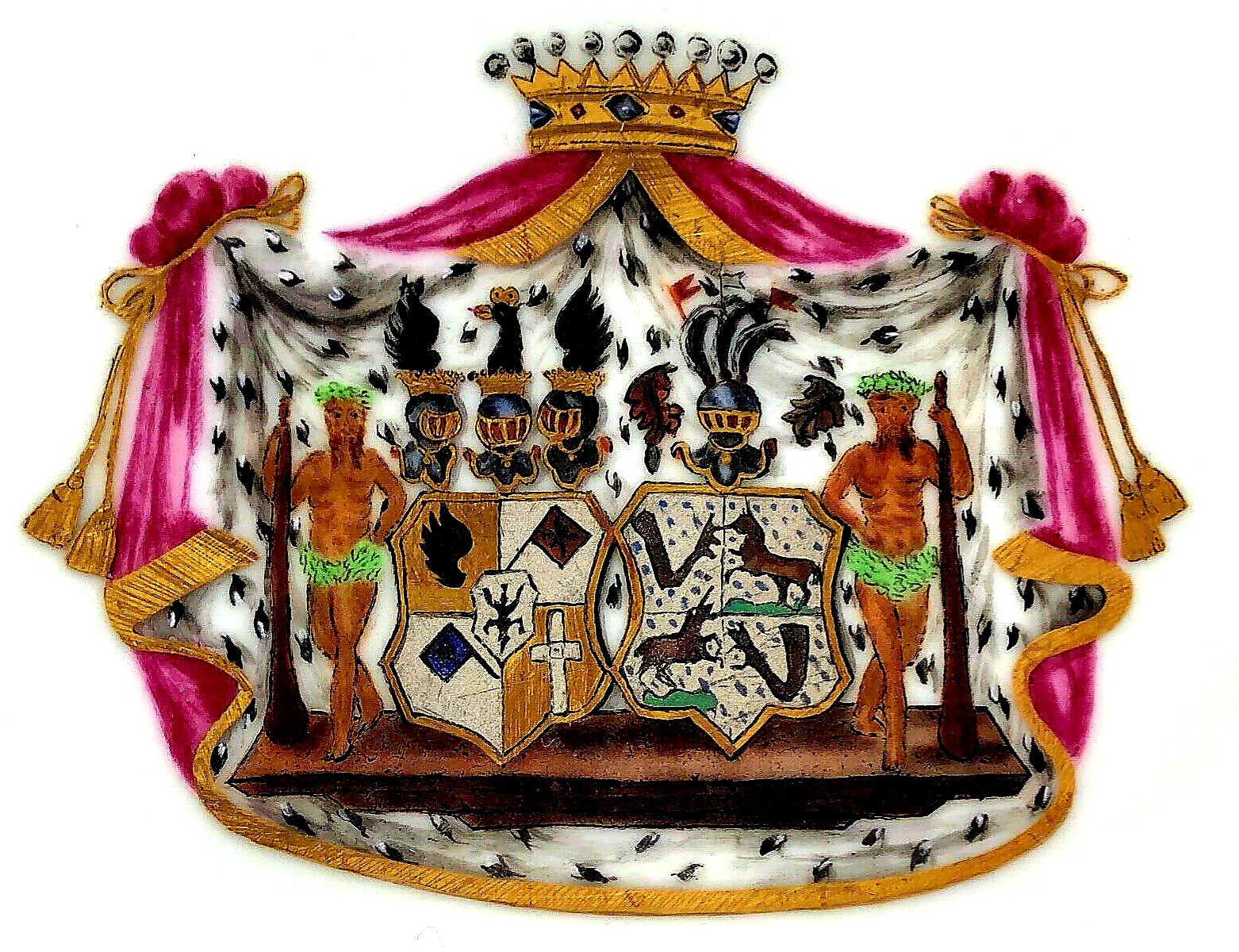
Ehe-Allianzwappen Graf Eduard von Haeseler (1799–1879) und Adolphine, geb. Freiin von dem Knesebeck (1804–1890), Eltern der Dichterin Helene von Hülsen
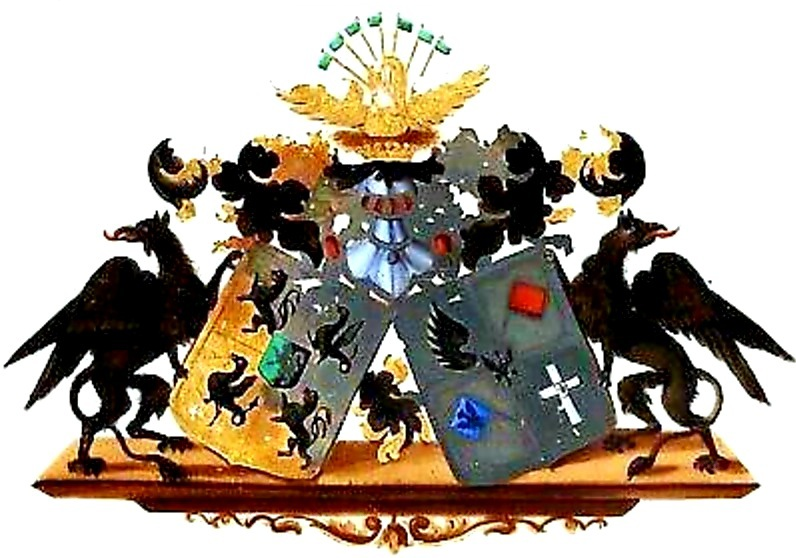
Ehe-Allianzwappen Moritz, Freiherr von Innhausen und Knyphausen, Herr zu Leer und Thedinga, Drost zu Esens (1795–1854), und Marie geb. Comtess von Haeseler (1806–1840)